# Perigonia
Perigonia ist eine Gattung der Schmetterlinge aus der Familie der Schwärmer (Sphingidae).

## Merkmale
Die kleinen, überwiegend braun gefärbten Falter haben je nach Art einen unterschiedlich stark ausgeprägten gelblich-orangen Bereich auf den Hinterflügeln. Bei den meisten Arten sind die Außenränder der Vorderflügel konkav und leicht wellig, sie können bei manchen Arten auch ausgekehlt sein. Der Körper ist gedrungen und überwiegend dunkelbraun gefärbt. Nur bei manchen Arten ist am dritten und vierten Hinterleibssegment ein etwas aufgehelltes Band erkennbar. Die Morphologie der Genitalien ähnelt der der Gattung Aellopos.
Die bekannten Raupen sehen sich sehr ähnlich und sind in ihrer Färbung sehr variabel und damit leicht zu verwechseln.

## Vorkommen und Lebensweise
Die Gattung ist neotropisch verbreitet, nur Perigonia lusca tritt in Nordamerika auf. Nur von wenigen Arten ist die Lebensweise bekannt. Die Raupen der meisten in dieser Hinsicht untersuchten Arten ernähren sich von Rötegewächsen (Rubiaceae).

## Systematik
Weltweit sind 15 Arten der Gattung bekannt, wenngleich ihre taxonomische Stellung innerhalb der Gattung noch teilweise unklar ist.
- Perigonia caryae Cadiou & Rawlins, 1998
- Perigonia divisa Grote, 1865
- Perigonia glaucescens Walker, 1856
- Perigonia grisea Rothschild & Jordan, 1903
- Perigonia ilus Boisduval, 1870
- Perigonia jamaicensis Rothschild, 1894
- Perigonia lefebvraei (Lucas, 1857)
- Perigonia leucopus Rothschild & Jordan, 1910
- Perigonia lusca (Fabricius, 1777)
- Perigonia manni Clark, 1935
- Perigonia pallida Rothschild & Jordan, 1903
- Perigonia passerina Boisduval, [1875]
- Perigonia pittieri Lichy, 1962
- Perigonia stulta Herrich-Schäffer, [1854]
- Perigonia thayeri Clark, 192

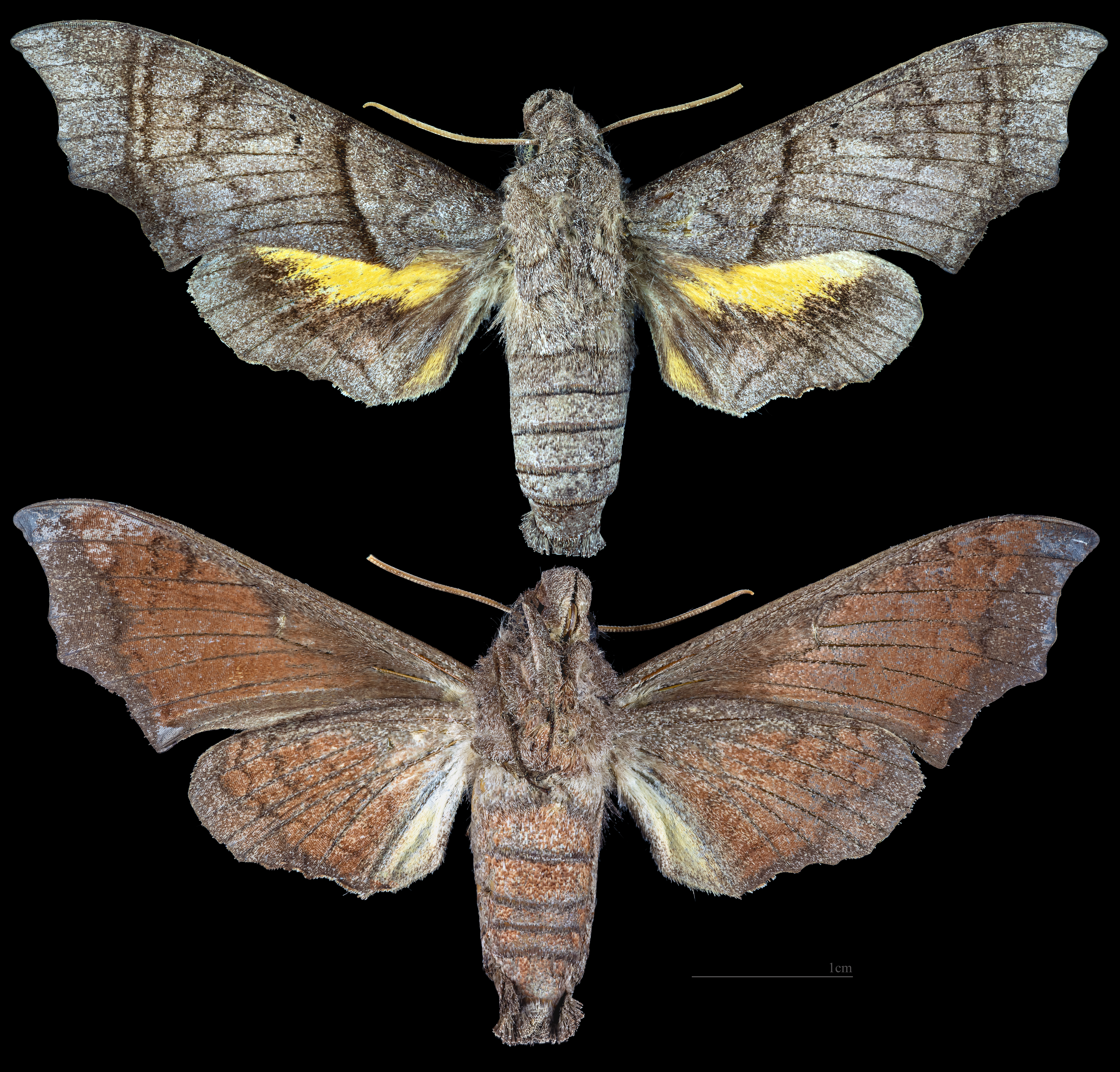
Perigonia grisea
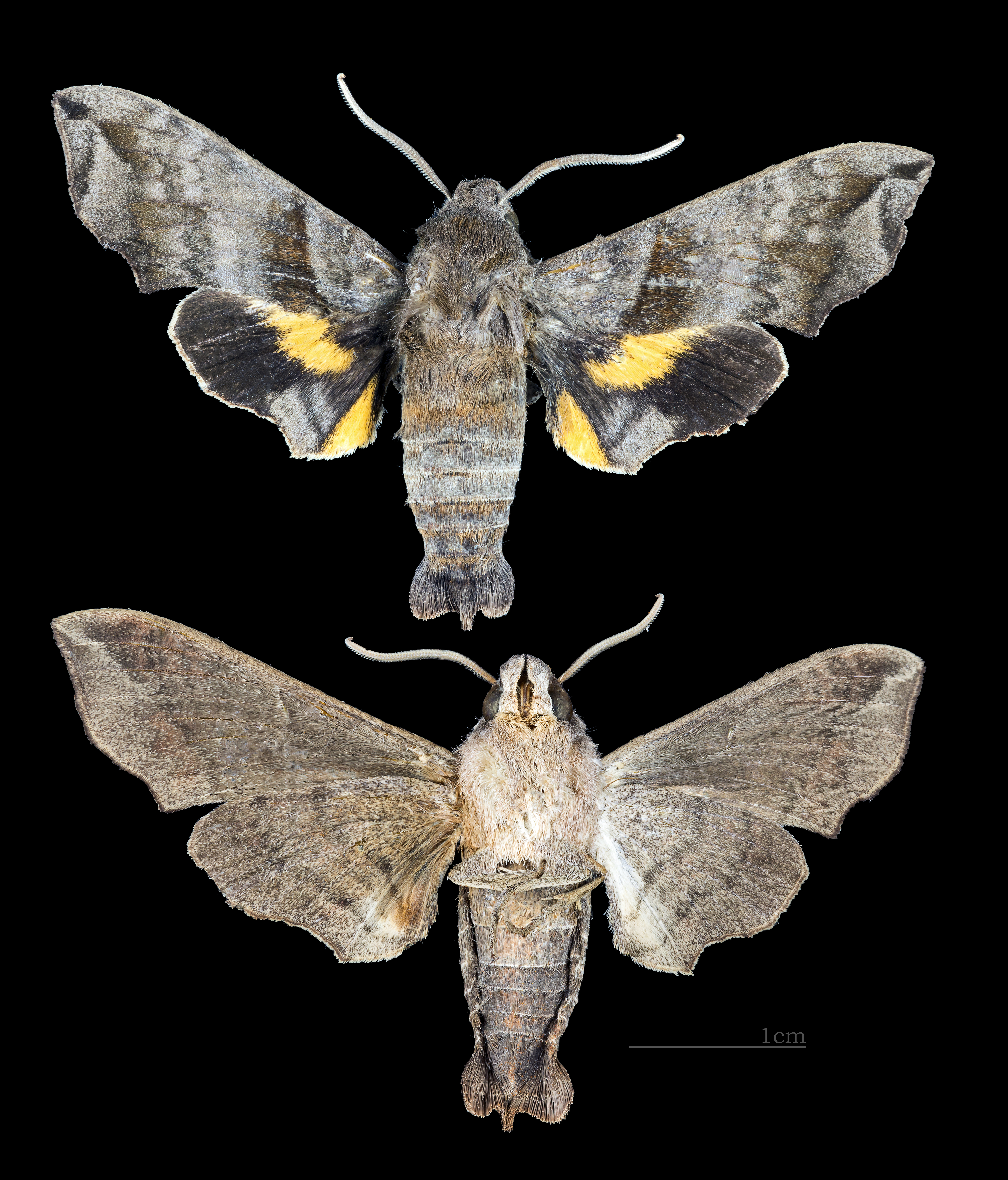
Perigonia ilus
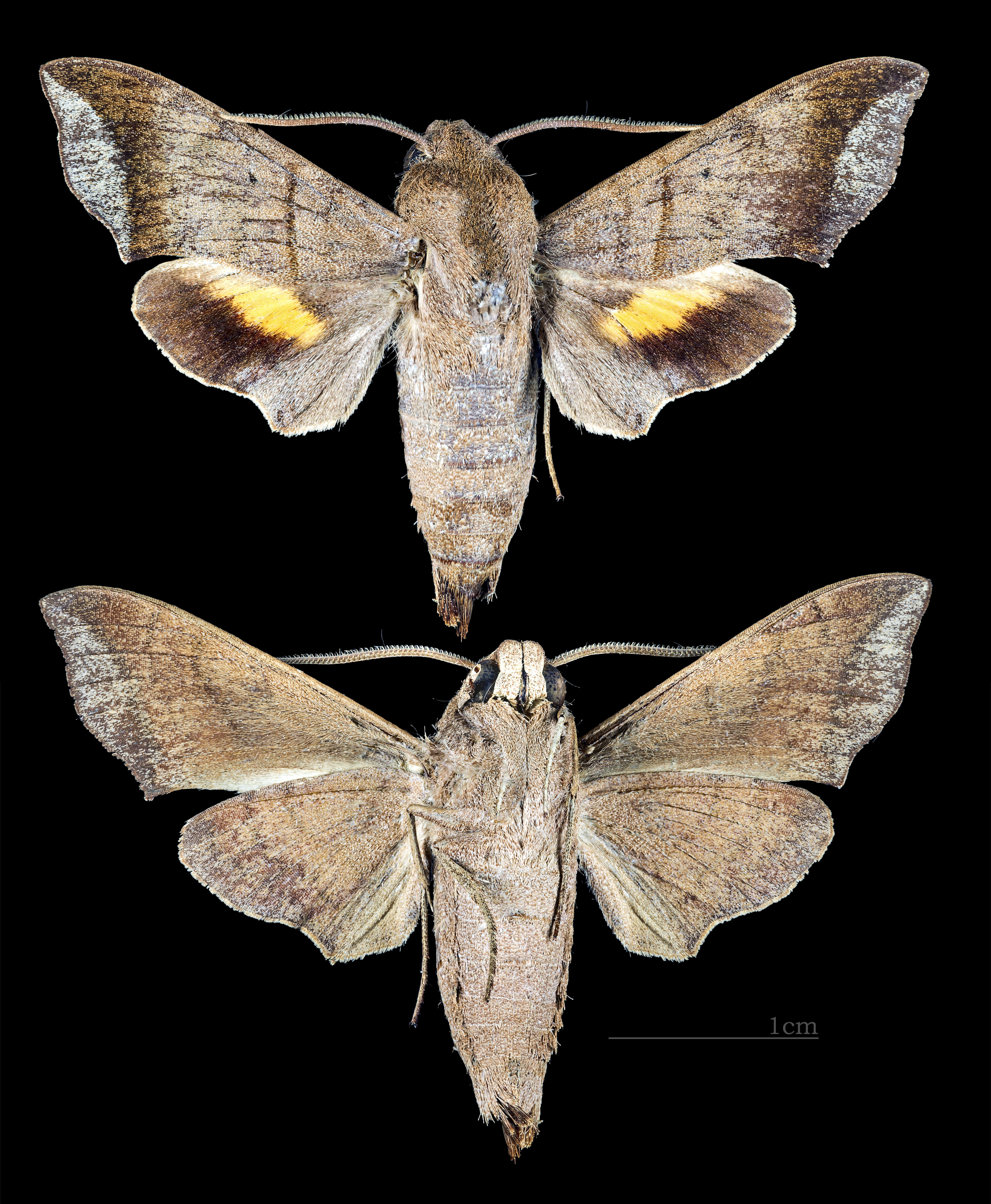
Perigonia lefebvraei
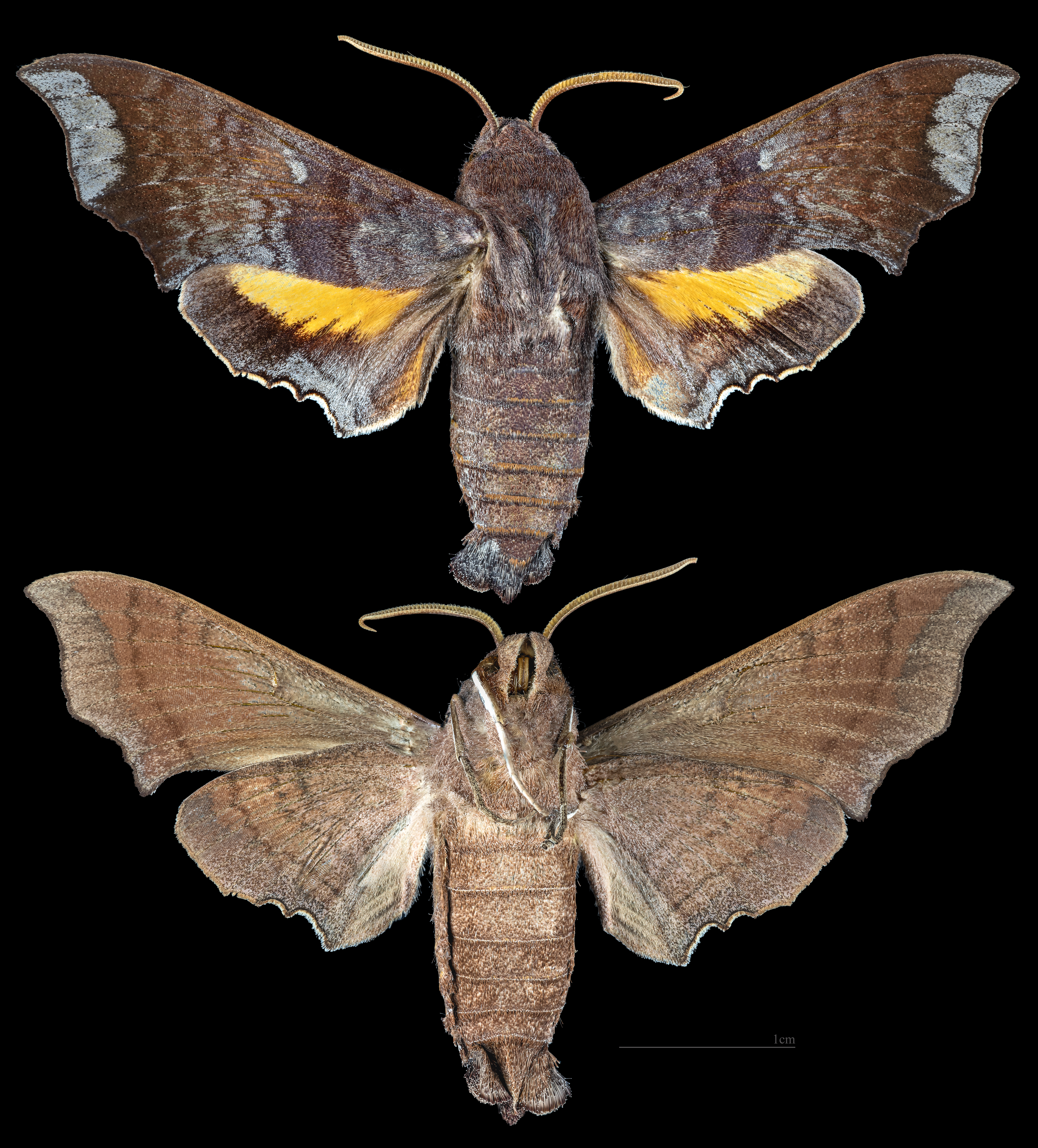
Perigonia leucopus
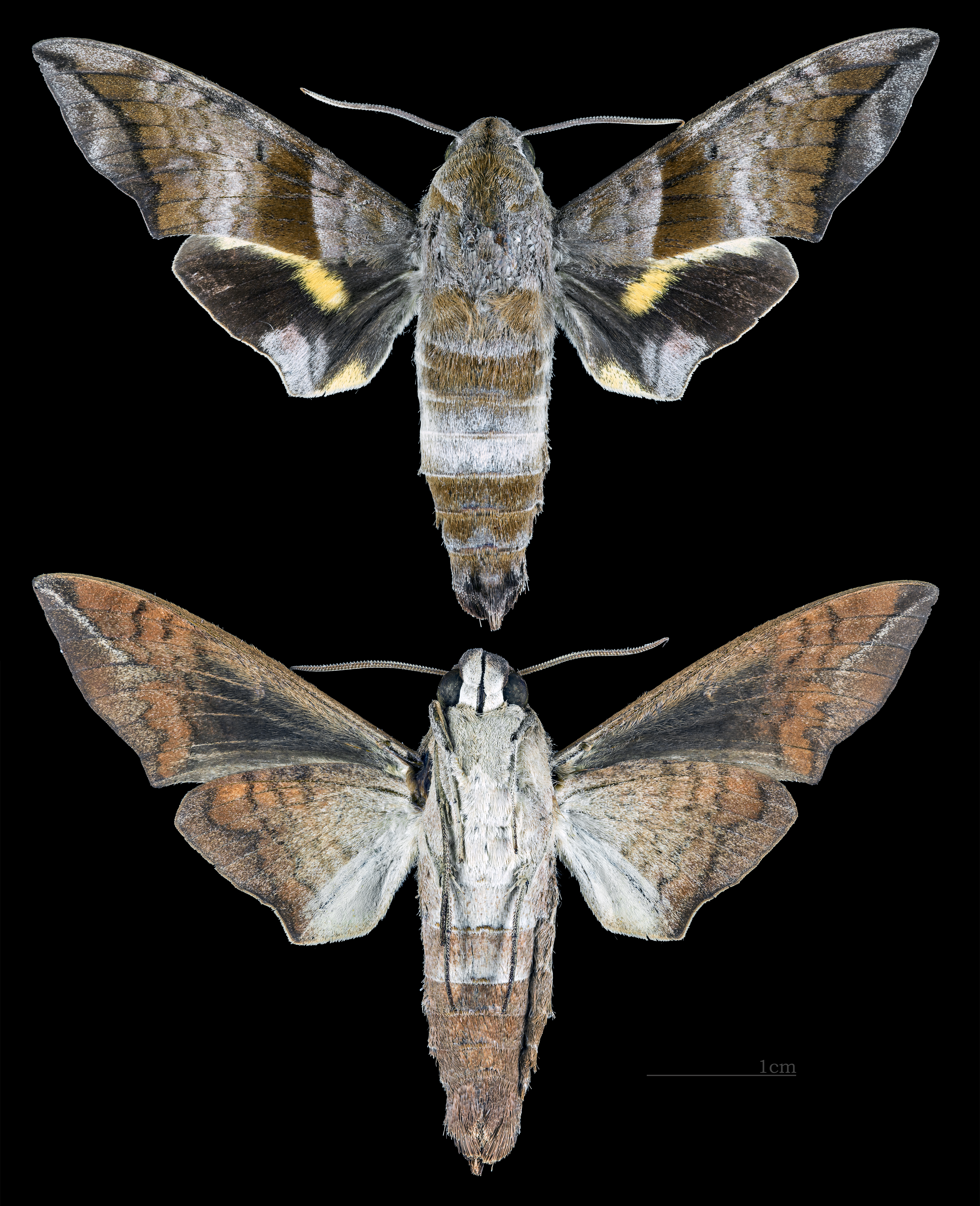
Perigonia lusca
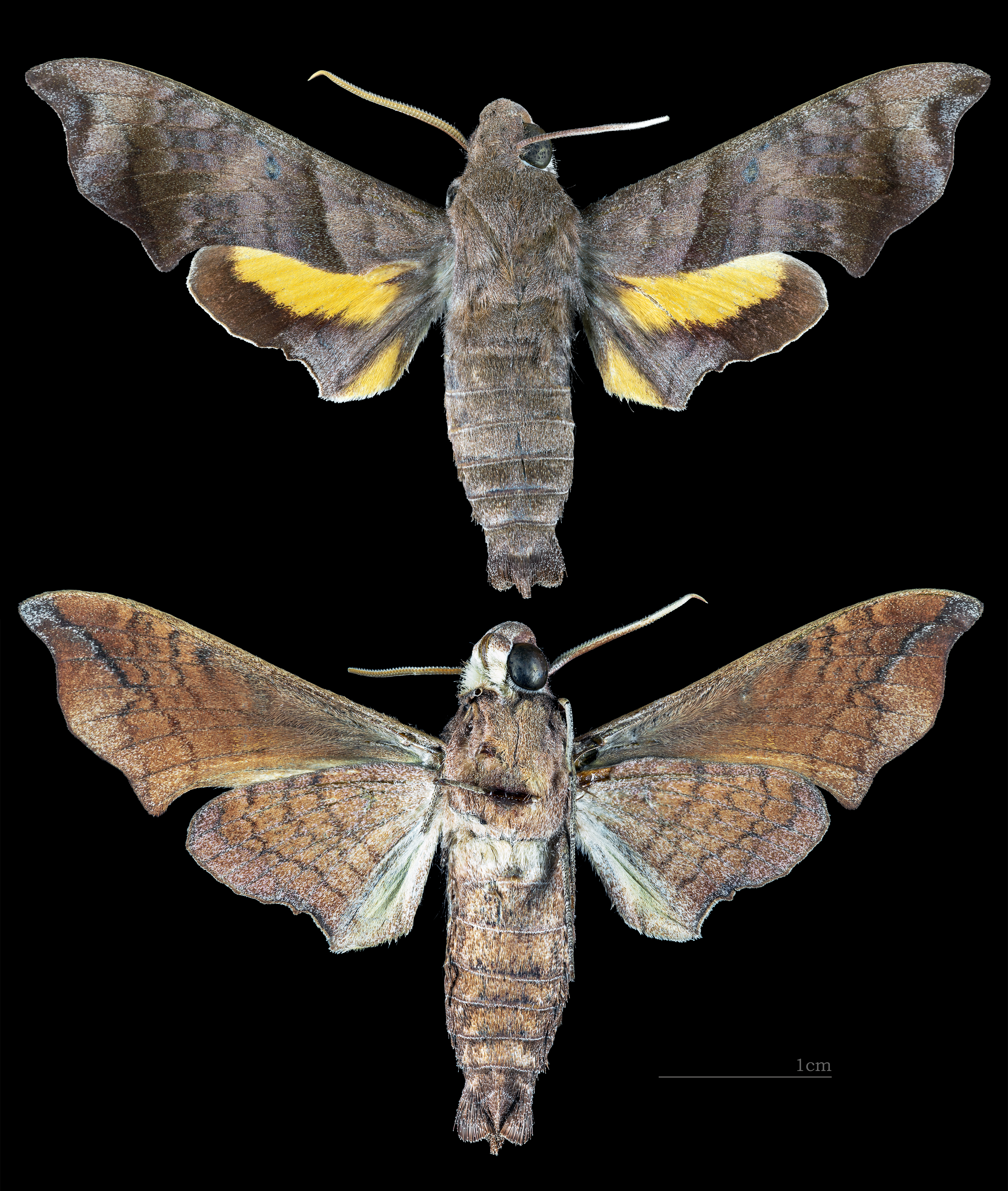
Perigonia pallida
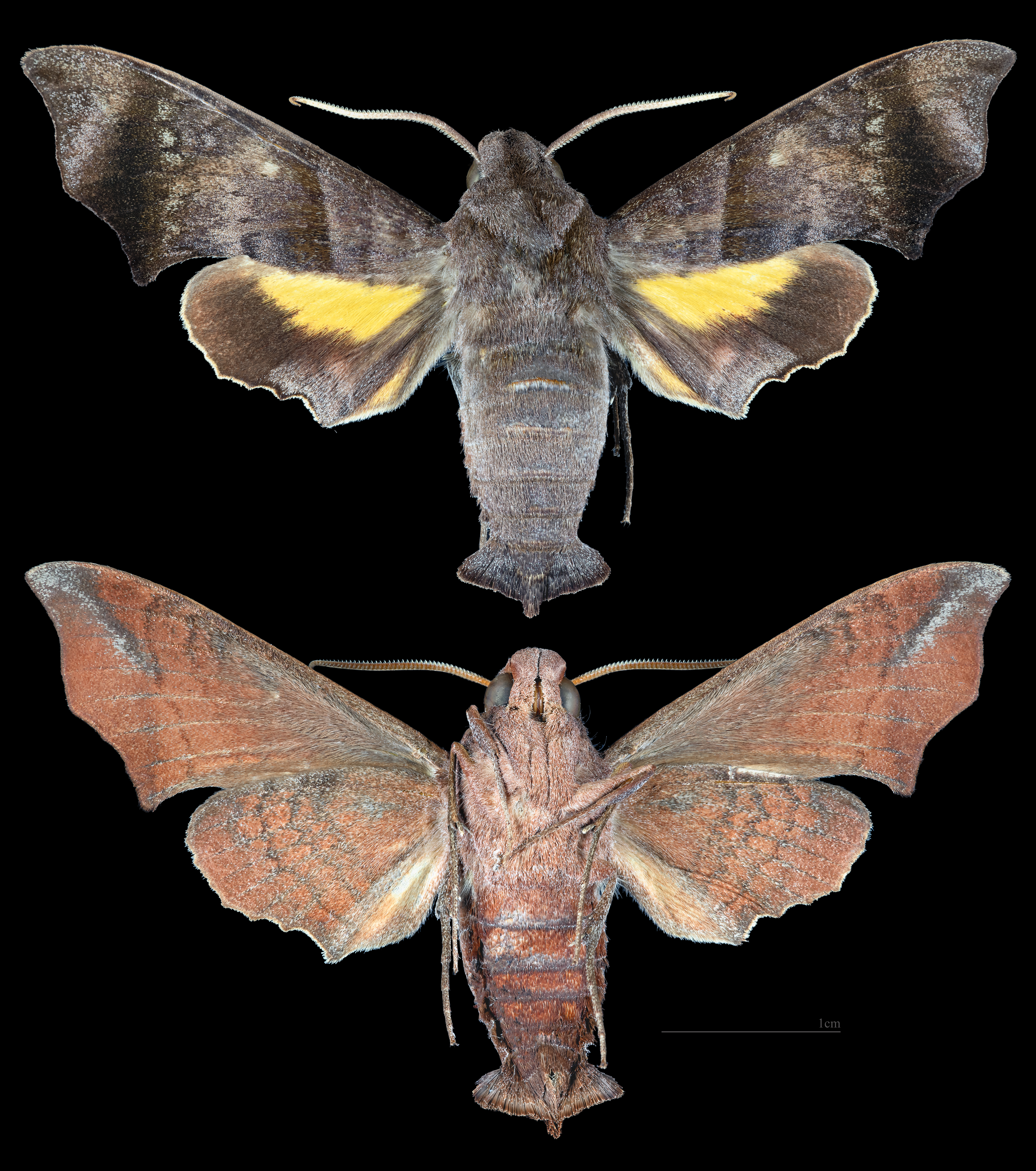
Perigonia stulta

## Belege